# عبد الله الوصالي
عبد الله الوصالي روائي وقاص ومترجم سعودي، صدرت له مجموعة من المؤلفات القصصية والروائية من بينها: رواية «عشرة أسابيع بجوار النهر»، ورواية «نورس هامبورغ»، كما ترجم كتاب «كيف يؤثر الأدب في الدماغ» للكاتب الأمريكي لكاتب الأمريكي بول أرمسترونج. حصل على جائزة الأمير سعود بن عبد المحسن للرواية السعودية من نادي حائل الأدبي 2016م.

## الإصدرات

### المؤلفات
| م | الإصدار                          | التاريخ | المصدر               |
| - | -------------------------------- | ------- | -------------------- |
| 1 | وميض الأزمنة المتربة (قصص قصيرة) | 2003    | [ 6 ] [ 7 ]          |
| 2 | بمقدار سمك قدم (رواية)           | 2009    | [ 8 ] [ 9 ]          |
| 3 | أمشاج (مجموعة قصصية)             | 2010    | [ 10 ] [ 11 ]        |
| 4 | أقدار البلدة الطيبة (رواية)      | 2015    | [ 12 ] [ 13 ] [ 14 ] |
| 5 | يوريميا (قصص قصيرة)              | 2019    | [ 2 ]                |
| 6 | عشرة أسابيع بجوار النهر (رواية)  | 2020    | [ 15 ] [ 16 ]        |
| 7 | نورس هامبورغ (رواية)             | 2023    | [ 17 ]               |
| 8 | النفس والرواية                   | 2025    | [ 18 ]               |

### الترجمات
| م | الكتاب                   | المؤلف          | التاريخ | المصدر |
| - | ------------------------ | --------------- | ------- | ------ |
| 1 | كيف يؤثر الأدب في الدماغ | بول ب أرمسترونج | 2021    | [ 19 ] |

## الجوائز
- جائزة الأمير سعود بن عبد المحسن للرواية السعودية من نادي حائل الأدبي عام 2016م عن روايته «أقدار البلدة الطيبة».[20][21]